# Eleições autárquicas portuguesas de 1989 no distrito do Porto
| Eleições autárquicas portuguesas de 1989 Distritos: Aveiro \| Beja \| Braga \| Bragança \| Castelo Branco \| Coimbra \| Évora \| Faro \| Guarda \| Leiria \| Lisboa \| Portalegre \| Porto \| Santarém \| Setúbal \| Viana do Castelo \| Vila Real \| Viseu \| Açores \| Madeira |

## Resultados por concelho
Os resultados nos concelhos do Distrito do Porto foram os seguintes:

### Amarante
| Partido                 | Partido                        | Votos  | %               | +/-   | Vereadores | +/-     |
| ----------------------- | ------------------------------ | ------ | --------------- | ----- | ---------- | ------- |
|                         | Partido Socialista             | 12 767 | 45,64 / 100,00  | 14,00 | 4 / 7      | 2       |
|                         | Partido Social Democrata       | 9 290  | 33,21 / 100,00  | 12,10 | 2 / 7      | 2       |
|                         | Centro Democrático Social      | 3 987  | 14,25 / 100,00  | 1,83  | 1 / 7      | Estável |
|                         | Coligação Democrática Unitária | 1 027  | 3,67 / 100,00   | 2,67  | 0 / 7      | Estável |
| Votos Inválidos         | Votos Inválidos                | 902    | 3,23 / 100,00   | 0,02  |            |         |
| Total                   | Total                          | 27 973 | 100,00 / 100,00 |       | 7 / 7      |         |
| Eleitorado/Participação | Eleitorado/Participação        | 41 672 | 67,13 / 100,00  | 0,72  |            |         |

### Baião
| Partido                 | Partido                        | Votos  | %               | +/-  | Vereadores | +/-     |
| ----------------------- | ------------------------------ | ------ | --------------- | ---- | ---------- | ------- |
|                         | Partido Socialista             | 5 581  | 44,06 / 100,00  | 8,75 | 4 / 7      | Estável |
|                         | Partido Social Democrata       | 5 239  | 41,36 / 100,00  | 5,59 | 3 / 7      | Estável |
|                         | Centro Democrático Social      | 842    | 6,65 / 100,00   | -    | 0 / 7      | -       |
|                         | Coligação Democrática Unitária | 531    | 4,19 / 100,00   | 0,92 | 0 / 7      | Estável |
| Votos Inválidos         | Votos Inválidos                | 475    | 3,75 / 100,00   | 0,08 |            |         |
| Total                   | Total                          | 12 668 | 100,00 / 100,00 |      | 7 / 7      |         |
| Eleitorado/Participação | Eleitorado/Participação        | 18 845 | 67,22 / 100,00  | 3,32 |            |         |

### Felgueiras
| Partido                 | Partido                        | Votos  | %               | +/-   | Vereadores | +/-     |
| ----------------------- | ------------------------------ | ------ | --------------- | ----- | ---------- | ------- |
|                         | Partido Socialista             | 13 853 | 51,07 / 100,00  | 1,27  | 4 / 7      | Estável |
|                         | Partido Social Democrata       | 10 038 | 37,00 / 100,00  | 14,62 | 3 / 7      | 1       |
|                         | Coligação Democrática Unitária | 1 430  | 5,27 / 100,00   | 0,24  | 0 / 7      | Estável |
|                         | Centro Democrático Social      | 1 072  | 3,95 / 100,00   | 10,51 | 0 / 7      | 1       |
| Votos Inválidos         | Votos Inválidos                | 735    | 2,71 / 100,00   | 0,28  |            |         |
| Total                   | Total                          | 27 128 | 100,00 / 100,00 |       | 7 / 7      |         |
| Eleitorado/Participação | Eleitorado/Participação        | 37 680 | 72,00 / 100,00  | 0,95  |            |         |

### Gondomar
| Partido                 | Partido                         | Votos   | %               | +/-     | Vereadores | +/-     |
| ----------------------- | ------------------------------- | ------- | --------------- | ------- | ---------- | ------- |
|                         | Partido Socialista              | 20 144  | 31,24 / 100,00  | 5,00    | 4 / 11     | Estável |
|                         | Partido Social Democrata        | 17 600  | 27,29 / 100,00  | 4,60    | 3 / 11     | Estável |
|                         | Coligação Democrática Unitária  | 8 842   | 13,71 / 100,00  | 5,05    | 2 / 11     | Estável |
|                         | Movimento Democrático Português | 7 550   | 11,71 / 100,00  | Novo    | 1 / 11     | Novo    |
|                         | Centro Democrático Social       | 6 455   | 10,01 / 100,00  | 5,96    | 1 / 11     | 1       |
|                         | Partido Renovador Democrático   | 982     | 1,52 / 100,00   | 4,44    | 0 / 11     | Estável |
|                         | União Democrática Popular       | 338     | 0,52 / 100,00   | Estável | 0 / 11     | Estável |
| Votos Inválidos         | Votos Inválidos                 | 2 578   | 4,00 / 100,00   | 1,42    |            |         |
| Total                   | Total                           | 64 489  | 100,00 / 100,00 |         | 11 / 11    | 2       |
| Eleitorado/Participação | Eleitorado/Participação         | 107 662 | 59,90 / 100,00  | 5,16    |            |         |

### Lousada
| Partido                 | Partido                        | Votos  | %               | +/-   | Vereadores | +/-     |
| ----------------------- | ------------------------------ | ------ | --------------- | ----- | ---------- | ------- |
|                         | Partido Socialista             | 9 359  | 43,97 / 100,00  | 7,79  | 3 / 7      | Estável |
|                         | Partido Social Democrata       | 5 349  | 25,13 / 100,00  | 29,21 | 2 / 7      | 2       |
|                         | Centro Democrático Social      | 5 161  | 24,25 / 100,00  | -     | 2 / 7      | -       |
|                         | Coligação Democrática Unitária | 959    | 4,51 / 100,00   | 1,50  | 0 / 7      | Estável |
| Votos Inválidos         | Votos Inválidos                | 457    | 2,15 / 100,00   | 1,32  |            |         |
| Total                   | Total                          | 21 285 | 100,00 / 100,00 |       | 7 / 7      |         |
| Eleitorado/Participação | Eleitorado/Participação        | 28 943 | 73,54 / 100,00  | 5,17  |            |         |

### Maia
| Partido                 | Partido                        | Votos  | %               | +/-  | Vereadores | +/-     |
| ----------------------- | ------------------------------ | ------ | --------------- | ---- | ---------- | ------- |
|                         | Partido Social Democrata       | 24 918 | 57,35 / 100,00  | 3,18 | 6 / 9      | Estável |
|                         | Partido Socialista             | 12 149 | 27,96 / 100,00  | 8,14 | 3 / 9      | 1       |
|                         | Coligação Democrática Unitária | 3 275  | 7,54 / 100,00   | 1,95 | 0 / 9      | 1       |
|                         | Centro Democrático Social      | 1 261  | 2,90 / 100,00   | -    | 0 / 9      | -       |
|                         | PCTP/MRPP                      | 323    | 0,74 / 100,00   | -    | 0 / 9      | -       |
|                         | União Democrática Popular      | 248    | 0,57 / 100,00   | 0,01 | 0 / 9      | Estável |
| Votos Inválidos         | Votos Inválidos                | 1 273  | 2,93 / 100,00   | 0,25 |            |         |
| Total                   | Total                          | 43 447 | 100,00 / 100,00 |      | 9 / 9      |         |
| Eleitorado/Participação | Eleitorado/Participação        | 68 662 | 63,28 / 100,00  | 3,46 |            |         |

### Marco de Canaveses
| Partido                 | Partido                        | Votos  | %               | +/-  | Vereadores | +/-     |
| ----------------------- | ------------------------------ | ------ | --------------- | ---- | ---------- | ------- |
|                         | Centro Democrático Social      | 14 187 | 56,59 / 100,00  | 0,92 | 5 / 7      | Estável |
|                         | Partido Social Democrata       | 5 460  | 21,78 / 100,00  | 1,68 | 1 / 7      | Estável |
|                         | Partido Socialista             | 3 913  | 15,61 / 100,00  | 0,44 | 1 / 7      | Estável |
|                         | Coligação Democrática Unitária | 676    | 2,70 / 100,00   | 1,64 | 0 / 7      | Estável |
| Votos Inválidos         | Votos Inválidos                | 834    | 3,33 / 100,00   | 0,45 |            |         |
| Total                   | Total                          | 25 070 | 100,00 / 100,00 |      | 7 / 7      |         |
| Eleitorado/Participação | Eleitorado/Participação        | 34 104 | 73,51 / 100,00  | 1,86 |            |         |

### Matosinhos
| Partido                 | Partido                        | Votos   | %               | +/-   | Vereadores | +/-     |
| ----------------------- | ------------------------------ | ------- | --------------- | ----- | ---------- | ------- |
|                         | Partido Socialista             | 41 188  | 59,87 / 100,00  | 13,00 | 7 / 11     | 1       |
|                         | Partido Social Democrata       | 17 787  | 25,86 / 100,00  | 1,87  | 3 / 11     | 1       |
|                         | Coligação Democrática Unitária | 5 624   | 8,18 / 100,00   | 3,68  | 1 / 11     | Estável |
|                         | Centro Democrático Social      | 1 872   | 2,72 / 100,00   | 1,50  | 0 / 11     | Estável |
|                         | União Democrática Popular      | 485     | 0,71 / 100,00   | 0,25  | 0 / 11     | Estável |
| Votos Inválidos         | Votos Inválidos                | 1 838   | 2,67 / 100,00   | 0,38  |            |         |
| Total                   | Total                          | 68 794  | 100,00 / 100,00 |       | 11 / 11    |         |
| Eleitorado/Participação | Eleitorado/Participação        | 116 193 | 59,21 / 100,00  | 5,02  |            |         |

### Paços de Ferreira
| Partido                 | Partido                        | Votos  | %               | +/-  | Vereadores | +/-     |
| ----------------------- | ------------------------------ | ------ | --------------- | ---- | ---------- | ------- |
|                         | Partido Social Democrata       | 11 874 | 56,06 / 100,00  | 5,01 | 5 / 7      | Estável |
|                         | Partido Socialista             | 4 972  | 23,47 / 100,00  | 9,17 | 2 / 7      | 1       |
|                         | Centro Democrático Social      | 2 193  | 10,35 / 100,00  | 5,36 | 0 / 7      | 1       |
|                         | Coligação Democrática Unitária | 1 651  | 7,79 / 100,00   | 0,92 | 0 / 7      | Estável |
| Votos Inválidos         | Votos Inválidos                | 492    | 2,33 / 100,00   | 0,28 |            |         |
| Total                   | Total                          | 21 182 | 100,00 / 100,00 |      | 7 / 7      |         |
| Eleitorado/Participação | Eleitorado/Participação        | 31 400 | 67,46 / 100,00  | 0,87 |            |         |

### Paredes
| Partido                 | Partido                        | Votos  | %               | +/-  | Vereadores | +/-     |
| ----------------------- | ------------------------------ | ------ | --------------- | ---- | ---------- | ------- |
|                         | Centro Democrático Social      | 14 251 | 40,06 / 100,00  | 5,38 | 4 / 9      | Estável |
|                         | Partido Social Democrata       | 11 842 | 33,29 / 100,00  | 6,21 | 3 / 9      | 1       |
|                         | Partido Socialista             | 6 644  | 18,68 / 100,00  | 1,05 | 2 / 9      | 1       |
|                         | Coligação Democrática Unitária | 1 097  | 3,08 / 100,00   | 2,15 | 0 / 9      | Estável |
|                         | Partido Renovador Democrático  | 672    | 1,89 / 100,00   | -    | 0 / 9      | -       |
| Votos Inválidos         | Votos Inválidos                | 1 067  | 3,00 / 100,00   | 0,49 |            |         |
| Total                   | Total                          | 35 573 | 100,00 / 100,00 |      | 9 / 9      | 2       |
| Eleitorado/Participação | Eleitorado/Participação        | 50 694 | 70,17 / 100,00  | 2,89 |            |         |

### Penafiel
| Partido                 | Partido                        | Votos  | %               | +/-  | Vereadores | +/-     |
| ----------------------- | ------------------------------ | ------ | --------------- | ---- | ---------- | ------- |
|                         | Partido Socialista             | 19 360 | 54,39 / 100,00  | 4,18 | 5 / 7      | 1       |
|                         | Partido Social Democrata       | 9 731  | 27,34 / 100,00  | 4,51 | 2 / 7      | 1       |
|                         | Centro Democrático Social      | 3 356  | 9,43 / 100,00   | 0,76 | 0 / 7      | Estável |
|                         | Coligação Democrática Unitária | 2 185  | 6,14 / 100,00   | 0,59 | 0 / 7      | Estável |
| Votos Inválidos         | Votos Inválidos                | 965    | 2,71 / 100,00   | 0,16 |            |         |
| Total                   | Total                          | 35 597 | 100,00 / 100,00 |      | 7 / 7      |         |
| Eleitorado/Participação | Eleitorado/Participação        | 47 582 | 74,81 / 100,00  | 0,40 |            |         |

### Porto
| Partido                 | Partido                         | Votos   | %               | +/-   | Vereadores | +/-     |
| ----------------------- | ------------------------------- | ------- | --------------- | ----- | ---------- | ------- |
|                         | Partido Socialista              | 62 318  | 41,52 / 100,00  | 14,74 | 6 / 13     | 2       |
|                         | Partido Social Democrata        | 47 715  | 31,79 / 100,00  | 4,28  | 5 / 13     | Estável |
|                         | Coligação Democrática Unitária  | 17 223  | 11,48 / 100,00  | 6,62  | 1 / 13     | 1       |
|                         | Centro Democrático Social       | 15 428  | 10,28 / 100,00  | 1,90  | 1 / 13     | Estável |
|                         | Partido Renovador Democrático   | 1 049   | 0,70 / 100,00   | 6,71  | 0 / 13     | 1       |
|                         | Partido Popular Monárquico      | 1 038   | 0,69 / 100,00   | -     | 0 / 13     | -       |
|                         | PCTP/MRPP                       | 756     | 0,50 / 100,00   | 0,28  | 0 / 13     | Estável |
|                         | União Democrática Popular       | 611     | 0,41 / 100,00   | 0,51  | 0 / 13     | Estável |
|                         | Movimento Democrático Português | 338     | 0,23 / 100,00   | Novo  | 0 / 13     | Novo    |
| Votos Inválidos         | Votos Inválidos                 | 3 610   | 2,40 / 100,00   | 0,28  |            |         |
| Total                   | Total                           | 150 086 | 100,00 / 100,00 |       | 13 / 13    |         |
| Eleitorado/Participação | Eleitorado/Participação         | 275 578 | 54,46 / 100,00  | 6,32  |            |         |

### Póvoa de Varzim
| Partido                 | Partido                        | Votos  | %               | +/-   | Vereadores | +/-     |
| ----------------------- | ------------------------------ | ------ | --------------- | ----- | ---------- | ------- |
|                         | Partido Social Democrata       | 11 950 | 42,60 / 100,00  | 18,41 | 3 / 7      | 1       |
|                         | Centro Democrático Social      | 7 341  | 26,17 / 100,00  | 27,87 | 2 / 7      | 2       |
|                         | Partido Socialista             | 6 431  | 22,93 / 100,00  | 10,85 | 2 / 7      | 1       |
|                         | Coligação Democrática Unitária | 1 473  | 5,25 / 100,00   | 1,65  | 0 / 7      | Estável |
| Votos Inválidos         | Votos Inválidos                | 857    | 3,06 / 100,00   | 0,27  |            |         |
| Total                   | Total                          | 28 052 | 100,00 / 100,00 |       | 7 / 7      |         |
| Eleitorado/Participação | Eleitorado/Participação        | 42 290 | 66,33 / 100,00  | 3,29  |            |         |

### Santo Tirso
| Partido                 | Partido                        | Votos  | %               | +/-   | Vereadores | +/-     |
| ----------------------- | ------------------------------ | ------ | --------------- | ----- | ---------- | ------- |
|                         | Partido Socialista             | 30 897 | 56,37 / 100,00  | 11,94 | 6 / 9      | 1       |
|                         | Partido Social Democrata       | 15 981 | 29,16 / 100,00  | 11,14 | 3 / 9      | 1       |
|                         | Centro Democrático Social      | 4 633  | 8,45 / 100,00   | -     | 0 / 9      | -       |
|                         | Coligação Democrática Unitária | 2 071  | 3,78 / 100,00   | 2,78  | 0 / 9      | Estável |
| Votos Inválidos         | Votos Inválidos                | 1 227  | 2,24 / 100,00   | 0,06  |            |         |
| Total                   | Total                          | 54 809 | 100,00 / 100,00 |       | 9 / 9      |         |
| Eleitorado/Participação | Eleitorado/Participação        | 78 078 | 70,20 / 100,00  | 0,26  |            |         |

### Valongo
| Partido                 | Partido                        | Votos  | %               | +/-  | Vereadores | +/-     |
| ----------------------- | ------------------------------ | ------ | --------------- | ---- | ---------- | ------- |
|                         | Partido Socialista             | 14 997 | 47,07 / 100,00  | 5,36 | 5 / 9      | 2       |
|                         | Partido Social Democrata       | 11 247 | 35,30 / 100,00  | 2,98 | 3 / 9      | Estável |
|                         | Coligação Democrática Unitária | 3 416  | 10,72 / 100,00  | 0,86 | 1 / 9      | Estável |
|                         | Centro Democrático Social      | 1 163  | 3,65 / 100,00   | 1,59 | 0 / 9      | Estável |
| Votos Inválidos         | Votos Inválidos                | 1 035  | 3,25 / 100,00   | 0,96 |            |         |
| Total                   | Total                          | 31 858 | 100,00 / 100,00 |      | 9 / 9      | 2       |
| Eleitorado/Participação | Eleitorado/Participação        | 53 787 | 59,23 / 100,00  | 4,13 |            |         |

### Vila do Conde
| Partido                 | Partido                        | Votos  | %               | +/-  | Vereadores | +/-     |
| ----------------------- | ------------------------------ | ------ | --------------- | ---- | ---------- | ------- |
|                         | Partido Socialista             | 22 209 | 60,28 / 100,00  | 1,54 | 6 / 9      | 1       |
|                         | Partido Social Democrata       | 11 747 | 31,88 / 100,00  | 5,22 | 3 / 9      | 1       |
|                         | Coligação Democrática Unitária | 997    | 2,71 / 100,00   | 2,99 | 0 / 9      | Estável |
|                         | Centro Democrático Social      | 680    | 1,85 / 100,00   | 4,59 | 0 / 9      | Estável |
|                         | MDP/CDE-PRD                    | 415    | 1,13 / 100,00   | Novo | 0 / 9      | Novo    |
| Votos Inválidos         | Votos Inválidos                | 794    | 2,16 / 100,00   | 0,50 |            |         |
| Total                   | Total                          | 36 842 | 100,00 / 100,00 |      | 9 / 9      | 2       |
| Eleitorado/Participação | Eleitorado/Participação        | 50 702 | 72,66 / 100,00  | 0,44 |            |         |

### Vila Nova de Gaia
| Partido                 | Partido                        | Votos   | %               | +/-   | Vereadores | +/-     |
| ----------------------- | ------------------------------ | ------- | --------------- | ----- | ---------- | ------- |
|                         | Partido Socialista             | 50 066  | 44,72 / 100,00  | 12,61 | 6 / 11     | 2       |
|                         | Partido Social Democrata       | 40 327  | 36,02 / 100,00  | 1,70  | 4 / 11     | Estável |
|                         | Coligação Democrática Unitária | 12 126  | 10,83 / 100,00  | 3,84  | 1 / 11     | 1       |
|                         | Centro Democrático Social      | 5 474   | 4,89 / 100,00   | 1,77  | 0 / 11     | Estável |
|                         | União Democrática Popular      | 680     | 0,61 / 100,00   | 0,20  | 0 / 11     | Estável |
| Votos Inválidos         | Votos Inválidos                | 3 272   | 2,92 / 100,00   | 0,36  |            |         |
| Total                   | Total                          | 111 945 | 100,00 / 100,00 |       | 11 / 11    |         |
| Eleitorado/Participação | Eleitorado/Participação        | 190 988 | 58,61 / 100,00  | 4,71  |            |         |